# Venetian Village
Venetian Village är en census-designated place i Lake County i Illinois. Vid 2020 års folkräkning hade Venetian Village 2 761 invånare.